# Солтпонд (месторождение)
Солтпонд (англ. Saltpond) — газонефтяное месторождение в Гане, которое находится в акватории Гвинейного залива. Оно расположено на мелководье (26 м), в 12 км от г. Солтпонд. Открыто в 1970 году.
Нефтегазоносность связана с отложениями мелового и девонского возраста. Начальные запасы нефти составляют 50 млн тонн. Залежи на глубине 2350—2590 м. Нефть высококачественная, малосернистая.
Добыча нефти велась в 1978—1985 годах компанией Agri-Petco и Primary Fuels. Добыча велась в шести скважинах с дебитом 670 тонн в сутки, когда дебит снизился до 78 тонн в сутки, добыча прекратилась. Возобновилась в 2002 году, совместным предприятием Saltpond Offshore Producing Company Limited (SOPCL).